# Benaulim
Benaulim è una suddivisione dell'India, classificata come census town, di 10.163 abitanti, situata nel distretto di Goa Sud, nel territorio federato di Goa. In base al numero di abitanti la città rientra nella classe IV (da 10.000 a 19.999 persone).

## Geografia fisica
La città è situata a 15° 15' 0 N e 73° 55' 0 E al livello del mare.

## Società

### Evoluzione demografica
Al censimento del 2001 la popolazione di Benaulim assommava a 10.163 persone, delle quali 4.947 maschi e 5.216 femmine. I bambini di età inferiore o uguale ai sei anni assommavano a 934, dei quali 495 maschi e 439 femmine. Infine, coloro che erano in grado di saper almeno leggere e scrivere erano 7.557, dei quali 3.840 maschi e 3.717 femmine.